# Майкл Корбі (хокеїст на траві)
Майкл Корбі (англ. Michael Corby, 18 лютого 1940) — британський хокеїст на траві. Грав за клуб за «Гаунслоу» з Лондона. Учасник літніх Олімпійських ігор 1964 в Токіо, де його збірна поділила 9-10-те місця. Зіграв 4 матчі, голів не забивав. Учасник літніх Олімпійських ігор 1972 в Мюнхені, де його збірна посіла 6-те місце. Зіграв 7 матчів і забив 3 голи: по одному у ворота збірних Мексики, Кенії та Нідерландів.